# 卡斯特罗维拉里
卡斯特罗维拉里（義大利語：Castrovillari），是意大利科森扎省的一个市镇。总面积130.18平方公里，人口22524人，人口密度173.0人/平方公里（2009年）。ISTAT代码为078033。